# Cumberland (Indiana)
Cumberland és una població dels Estats Units a l'estat d'Indiana. Segons el cens del 2000 tenia 5.500 habitants.

## Demografia
Segons el cens del 2000, Cumberland tenia 5.500 habitants, 2.030 habitatges, i 1.565 famílies. La densitat de població era de 1.123,6 habitants per km².
Dels 2.030 habitatges en un 40,6% hi vivien nens de menys de 18 anys, en un 59,3% hi vivien parelles casades, en un 14,6% dones solteres, i en un 22,9% no eren unitats familiars. En el 19,1% dels habitatges hi vivien persones soles el 5,7% de les quals corresponia a persones de 65 anys o més que vivien soles. El nombre mitjà de persones vivint en cada habitatge era de 2,7 i el nombre mitjà de persones que vivien en cada família era de 3,08.
Per edats la població es repartia de la següent manera: un 30% tenia menys de 18 anys, un 7,1% entre 18 i 24, un 29,9% entre 25 i 44, un 24,4% de 45 a 60 i un 8,6% 65 anys o més.
L'edat mediana era de 34 anys. Per cada 100 dones de 18 o més anys hi havia 88,1 homes.
La renda mediana per habitatge era de 57.875$ i la renda mediana per família de 61.739$. Els homes tenien una renda mediana de 48.750$ mentre que les dones 28.239$. La renda per capita de la població era de 24.746$. Entorn del 5% de les famílies i el 6,6% de la població estaven per davall del llindar de pobresa.

## Poblacions més properes
El següent diagrama mostra les poblacions més properes.